# أوسيم
أوسيم (بالقبطية: ⲃⲟⲩϣⲏⲙ)‏ هي إحدى مدن محافظة الجيزة (في القاهرة الكبرى) ويتبع لها عدد كبير من القرى المجاورة، مثل: الزيدية، وزاوية ثابت، والقيراطيين، وعزبة الأبعدية، وبرطس، والكوم الأحمر، وسقيل وشنباري.

## خلفية تاريخية
كانت أوسيم عاصمة لمملكة قامت في غرب الدلتا، عندما كانت البلاد مقسمة إلى مناطق نفوذ، وظلت تحتفظ بمكانتها كعاصمة في العصرين البطلمي والروماني. اعتمد الناصر صلاح الدين الأيوبي على أوسيم، للتزود بالخشب الذي يستخدم في بناء أسطول الدولة، إذ كانت الحياة الزراعية مزدهرة فيها.
صدر قرار جمهوري في سنة 1975 بتحويل أوسيم من قرية إلى مدينة ـ ثم صدر قرار في سنة 1977 باعتبار مدينة أوسيم عاصمة لمركز إمبابة ويتبعها الوحدات المحلية لقرى بلاد مركز إمبابة، ثم صدر قرار سنة 1981 بإنشاء مركز شرطة أوسيم ومقره مدينة أوسيم، كما صدر سنة 1997 بتقسيم مركز امبابة وأصبح مركز أوسيم وعاصمته مدينة أوسيم وتضم له الوحدات المحلية لقرى البراجيل.